# 大雲寺 (江戸川区)
大雲寺（だいうんじ）は、東京都江戸川区瑞江にある浄土宗の寺院。

## 歴史
この寺は、1619年（元和5年）梵誉の開山により浅草森田町（現蔵前）に創建された寺で、その後1631年（寛永8年）本所（現在の墨田区押上）に移された。1923年（大正12年）の関東大震災で被害を受けたため、1931年（昭和5年）現在の場所へ移り再建された。

## 文化財
- 絹本著色草花図 - 江戸川区指定有形文化財・絵画、平成16年4月13日告示[3]
- 歌舞伎役者墓碑群 - 江戸川区指定史跡、平成18年3月28日告示[4]
- 絹本著色鶴図 - 江戸川区登録有形文化財・絵画、平成16年4月13日告示[5]

## 墓所
歌舞伎俳優の墓が多いことから「役者寺（やくしゃでら）」とも称される。
- 市村羽左衛門…初代～16代
- 坂東彦三郎…3代～6代
- 尾上菊五郎…初代・3代・5代・6代
- 中村勘三郎…初代～13代
- 松本幸四郎…4代～6代
- 瀬川如皐…初代
- 池田孤邨（絵師）

## 関連文献
- 「押上村 大雲寺」『新編武蔵風土記稿』 巻ノ25葛飾郡ノ6、内務省地理局、1884年6月。NDLJP:763979/5。